# هاغن بينيسوفا
هاغن بينيسوفا (بالألمانية: Hagen Melzer) (و. 1959  م) هو منافس ألعاب قوى من ألمانيا، وألمانيا الشرقية، ولد في باوتسن، شارك في ألعاب قوى في الألعاب الأولمبية الصيفية 1988 – رجال 3000 متر حواجز خيول ‏، وألعاب قوى في الألعاب الأولمبية الصيفية 1992 – رجال 3000 متر حواجز خيول ‏.

## جوائز
حصل على جوائز منها:

وسام الاستحقاق الوطني الفضي

## روابط خارجية
- هاغن بينيسوفا على موقع الاتحاد الدولي لألعاب القوى (الإنجليزية)
- هاغن بينيسوفا على موقع أوليمبيديا (الإنجليزية)